# 樺美智子
樺 美智子（かんば みちこ、1937年〈昭和12年〉11月8日 - 1960年〈昭和35年〉6月15日）は、日本の学生運動家。安保闘争で死亡した東京大学の女子学生である。
曽祖父は鳥取県出身の数学者樺正董、父は社会学者の樺俊雄。

## 人物

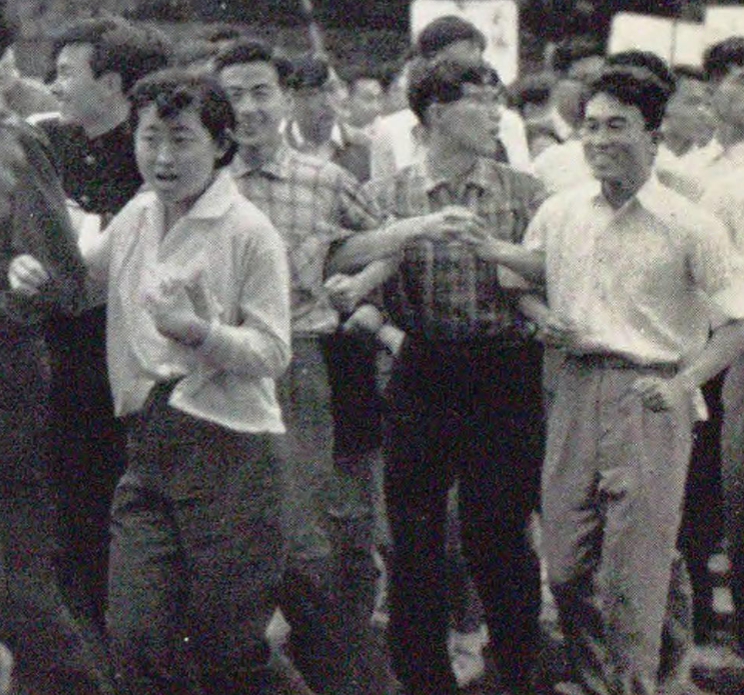
デモ行進に参加中の樺

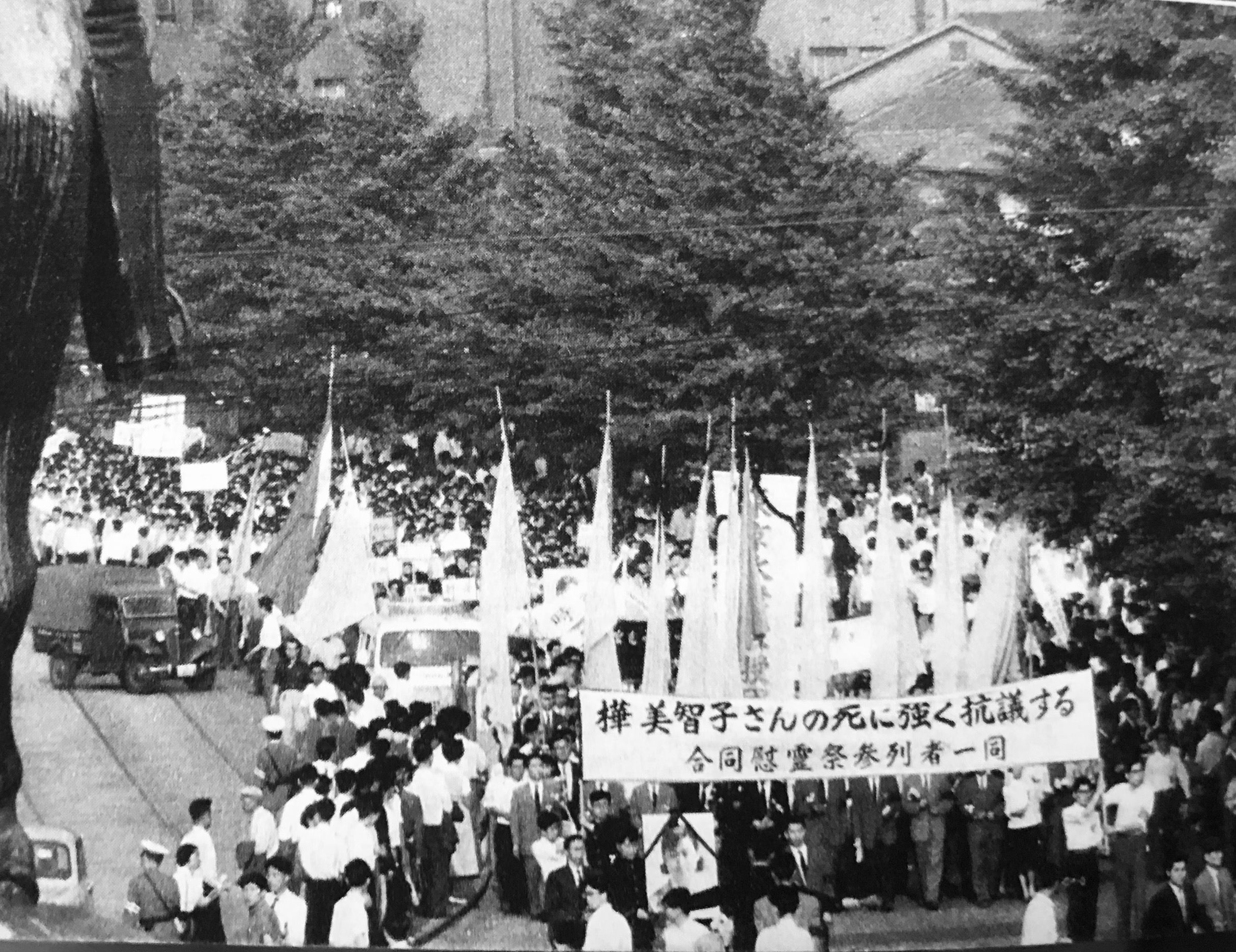
樺の死を悼むデモ行進（1960年6月18日）

1937年（昭和12年）に東京都北多摩郡武蔵野町（現：武蔵野市）の学者の家系に生まれた。2人の兄がいる。中学から父の神戸大学赴任に伴い兵庫県芦屋市に移る。
芦屋市立山手中学校、兵庫県立神戸高等学校を卒業後、一浪して東京の研数学館（お茶の水校）へ通ったが、授業に満足できず、6月に紅露外語予備校に移ったが、午前中だけの授業に飽き足らず、2学期から駿台予備学校に移る。1957年（昭和32年）に東京大学文科二類（現在の文科三類）に入学。同級生には歴史学者の長崎暢子や経済企画審議官の加藤雅などがいる。
1957年11月の誕生日に日本共産党に入党した。その後共産主義者同盟（ブント）の活動家（書記局員）として1960年（昭和35年）の安保闘争に参加する。高木正幸は樺がブント創設以来の活動家であったことを自著で紹介している。76名が検挙された1960年1月26日の全学連羽田空港占拠事件の時に東京大学文学部自治会副委員長として参加し検挙され拘置所に入ったことがあるが、この時は不起訴処分となっていた。その後も、主流派である共産同系の全学連は、過激な行動を繰り返し、「国会請願デモ（国会乱入未遂）事件」（4月26日）、「首相官邸乱入事件」（5月20日、6月3日）等を引き起こした。
改定安保条約批准承認成立やアイゼンハワー米国大統領訪日を目前に控えた同年6月15日のデモで全学連主流派が「安保決戦の日」と叫んで、衆議院南通用門から国会構内に乱入して警官隊と衝突した際に死亡した。22歳没。死亡当日は、淡いクリーム色のカーディガンに白のブラウス、濃紺のスラックス姿だった。墓所は多磨霊園（21区2種32側14番）。

## エピソード
樺は学者を目指して徳川慶喜に関する卒論に取り組んでおり、事件当日には所属していた国史研究室の先輩にあたる伊藤隆（当時修士2回生）と、「卒論の準備は進んでいるか」「今日を最後にするからデモに行かせてほしい」「じゃあ、それが終わったら卒論について話をしよう」という会話を交わしていた。
母・光子による遺稿集『人しれず微笑まん』（1960年）と書簡集『友へ―樺美智子の手紙』がある。また雑誌『マドモアゼル』が生前の樺美智子に最後のインタビューを行った。光子は、デモに向かう美智子に対して「警官を憎んではいけない。自分たちよりも条件の悪い、貧しい育ちの青年が多い。その人たちを敵と思ってはいけない」と諭したと、鶴見俊輔が元『朝日ジャーナル』編集部員である村上義雄のインタビューで語っている。

## 死亡事件に対する見解・評価
警察病院の検死では死因は胸部圧迫および頭部内出血となっている。これについて警察側は転倒が原因の圧死と主張し、学生側は機動隊の暴行による死亡と主張した。この事件はラジオでも実況中継され樺美智子の死は多くの人に衝撃を与えることとなったが、1960年6月17日に在京マスメディア7社は共同宣言を発表し、その中で学生らのデモを「暴力」であるとして「暴力を排除し議会主義を守らなければならない」と述べた。
樺の死因について山本夏彦はコラムで以下のように述べている。中略した部分は山崎博昭の死因について触れた部分である。
当時、全学連主流派と対立していた日本共産党は、樺の死に際して「樺美智子さん（共産主義者同盟の指導分子）の死は、官憲の虐殺という側面とトロツキスト樺さんへの批判を混同してはいけない。樺さんの死には全学連主流派の冒険主義にも責任がある」と述べ、政府・警察と全学連側の行動の双方を非難した。
日中友好協会幹部であった橋爪利次は中国側に対して、「日本海をこえた日本での問題の評価は、私たちが決める問題です。特に樺さんは、本人やご家族に取っては気毒な結果になったが運動の破壊となる過激分子のなかでおこった問題であって、民族英雄とはいえない…」と抗議した。
保阪正康によると、樺の死に対し中国からカンパが寄せられた（当時の日本円で約1,000万円）が、日本共産党が全額手中に収め、「これは前衛政党に送られたもの」と主張した。もめた挙句に救援会が作られたが、樺の霊前に供えられた香典はわずかに5万円であったという。これに対し、日本共産党は「わが党はこういう香典のあつかいはまったくやっていない」、「恥ずべきデマ」と否定している。
松本健一によれば、右翼活動家、歌人でもある影山正治は日米安保に反対する立場から樺の死について、「樺美智子さんの死に対しては、心から哀悼の言葉を述べたい。私は彼女こそ日本のためになくなった愛国者だと思う。こういう人が私達右翼陣営から出なかったことを残念に思う」と評した。当時科学技術庁長官であった中曽根康弘は、閣議で「本日以降、社会情勢は一変するであろう。死とか血とかを見ることは日本人には非常なショックを与える。死んだ女子学生と同年の娘を持つ父兄も異常に影響されるだろう」と演説している。
石原慎太郎は樺の死について雑誌『展望』に寄稿した際、「自分で自分を踏み殺した女子学生」と表現したところ、その論旨にいかにも共鳴したといっていた編集者が、この言い回しだけはどうしても抵抗を感じると言い出した。石原は譲らずに通したが、出来上がった雑誌にはこの部分が削除されていたことを回想している。
なお、いくつかの文献では、樺が活動家であったことを記述せず、単に「女子学生」「女子東大生」としか記していない。

## 家族・親族

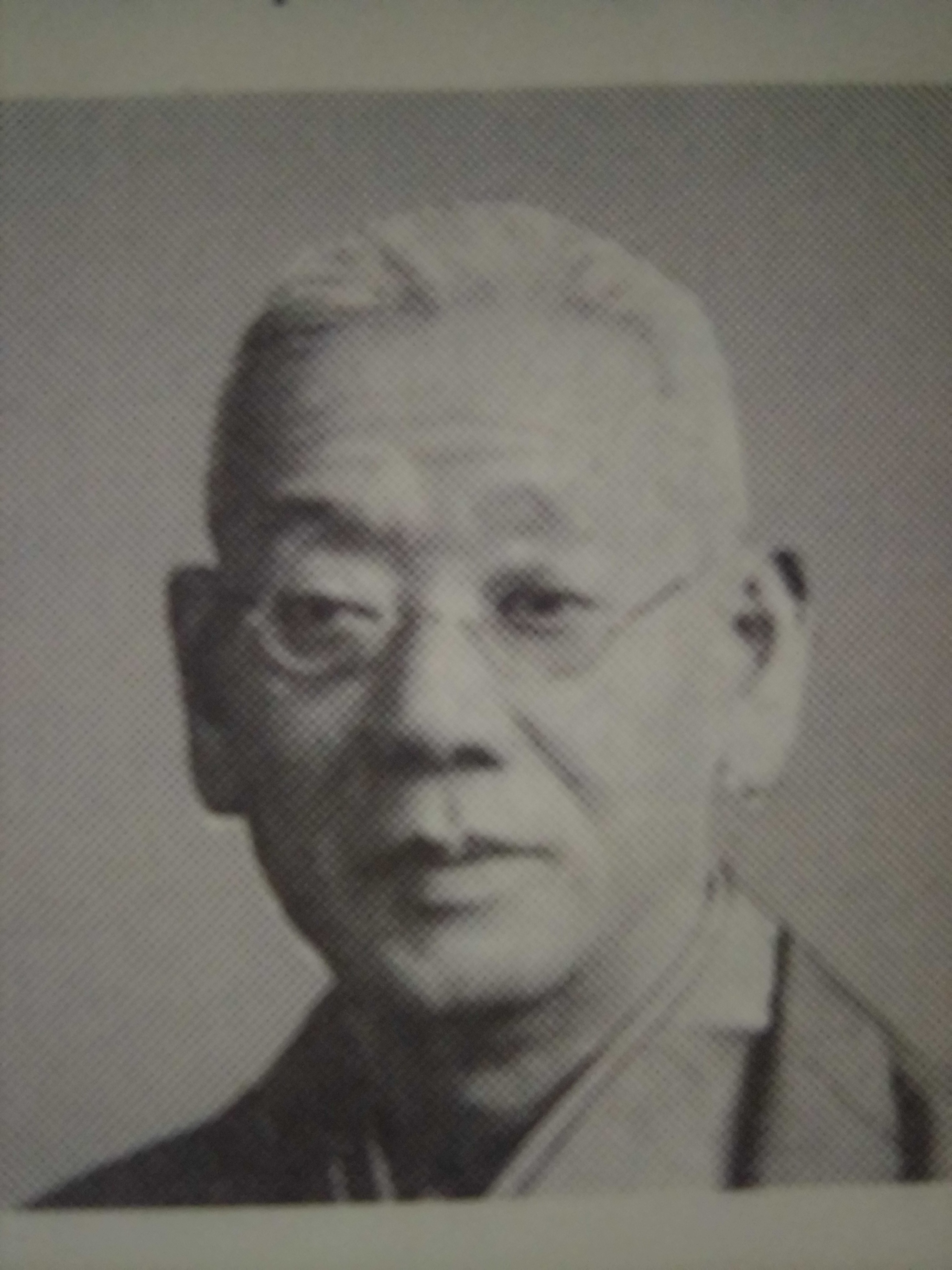
曽祖父・樺正董

### 樺家
（鳥取県鳥取市立川町、大阪府、東京都武蔵野市吉祥寺）
- 曾祖父・正董（数学者）

文久3年（1863年）6月生 - 大正14年（1925年）12月没
- 祖父・剛[24]（東京府平民[25]、会社重役[25]）

明治17年（1884年）11月生。大阪府平民樺正董長男。東亜貿易、日本曹達、沼田商店各（株）取締。
- 祖母・ミツ[25]（大阪府人大森豊介長女[25]）
- 父・俊雄[23]（社会学者）

明治37年（1904年）3月生 - 昭和55年（1980年）12月没
- 母・光子[23]（栃木県、半田平兵衛長女[23]）
- 兄（2人）

## 事件を題材にした作品
2021年12月4日から12月18日にかけ、世田谷パブリックシアターにおいて、瀬戸山美咲脚本・栗山民也演出により、安保闘争の最中命を落とした女性の死をめぐる事件を描いた「彼女を笑う人がいても」が上演された。また、瀬戸山はこの作品により、2年ぶりに第66回岸田國士戯曲賞最終候補に選出された。